# 天空实验室
天空實驗室（Skylab）是美国国家航空航天局於1973年至1979年进行的首次空间站计划。1973年到1974年间，曾有三批宇航员到空间站内进行实验，分別為天空實驗室二號任務，天空實驗室三號任務 和天空實驗室四號任務。主要任務包括使用軌道工坊進行數百項在軌實驗，以及進行對日觀測和對地觀測。最終於1979年7月11日在大氣層解體，未燃燒殆盡的碎片落入印度洋和西澳大利亚州。
截至2022年，天空實驗室是唯一一個僅由美國自己運作的空間站。雖然之後美國再計畫於1988年開始建造一個永久空間站，但因為經費縮減而轉為建造國際空間站。

## 概述
天空實驗室與與阿波羅CSM模塊對接時的總質量達90,610kg，包括一個軌道工坊，太陽觀測站，以及數百個生命科學和物理科學實驗材料。

### 設備元件
天空實驗室由阿波羅望遠鏡支架（多光譜太陽觀測站）、軌道工坊（核心艙）、多接口節點艙、氣閥模塊、土星五號儀器單元等組成。
軌道工坊作為核心艙是航天員主要活動空間，其後方還包括一個大型廢物箱、用於軌道修正的推進劑罐和一個散熱器。

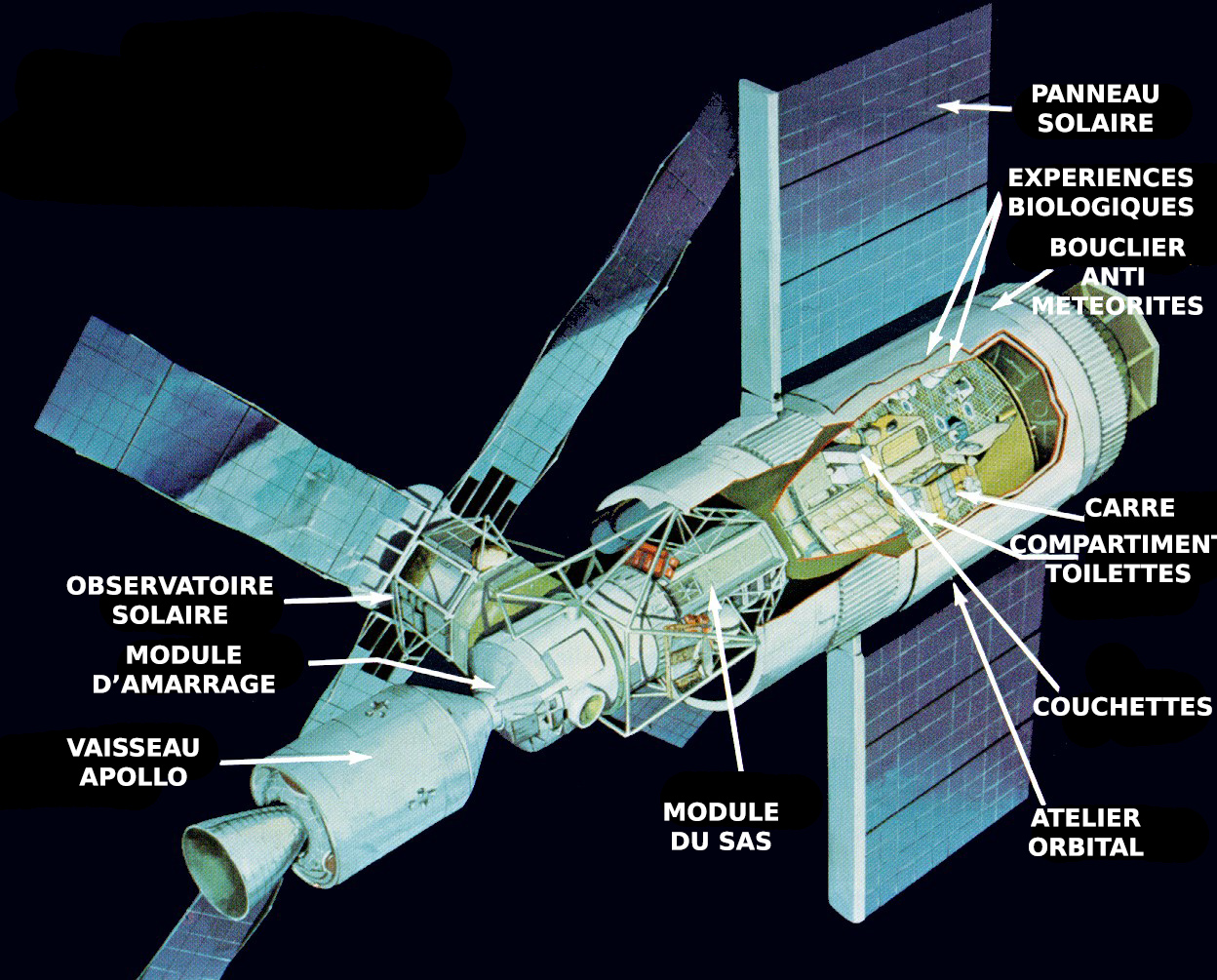
天空實驗室組成

## 空間站再入及碎片
在重返地球前一週，美國宇航局NASA預測，它將在7月10號至14號之間再入，而12號是最有可能的日期，皇家飛機管理局（RAE）則預測為14號。
在臨近再入前的幾個小時，地面控制中心調整了Skylab的方向，以儘量降低再入至人口稠密地區的風險。他們計畫於南非開普敦東偏南1,300公里的地方（印度洋中南部），並於協調世界時1979年7月11日16:37左右開始再入。然而該站並沒有像NASA預期的那樣快燃燒殆盡。 由於計算誤差4%，碎片落在西澳大利亞州珀斯以東約480公里處，在西澳大利亞州埃斯佩蘭斯和羅林納之間發現，從南緯31°至34度和東經122°至126°，在西澳大利亞州巴拉多尼亞周圍半徑約130-150公里。 有居民和一名航空公司飛行員看到數十枚五顏六色的碎片在大氣中燃燒，最終仍有部分碎片落在人煙稀少的地區。
斯坦·桑頓在埃斯佩蘭斯的家中發現了24塊Skylab，一名費城商人將他及他的父母和女友送到舊金山，在那裡他從這位商人那裡領取了考官獎和1000美元。1979年環球小姐選美比賽定於1979年7月20日在珀斯舉行，舞臺上展示了一大塊天空實驗室碎片。對碎片的分析表明，該站已經在離地球16公里處解體，遠遠低於預期。
而因為有碎片落在西南澳洲埃斯佩蘭斯鎮附近，當地護林員向NASA開罰了400澳元的「亂拋垃圾」罰款單，三個月後被當地議員取消。但在2009年，美国广播电台Highway Radio的Scott Barley從早间節目聽眾那募資了資金，代NASA繳納了這個已被取消罰款。
天空實驗室再入後，美國宇航局專注於可重複使用的太空實驗室模組，這是一個可以與太空梭一起部署並返回地球的軌道工坊。 美國下一個主要空間站專案是自由空間站，該空間站於1993年併入國際空間站項目，並始於1998年開始。 Shuttle-Mir是另一個專案，在20世紀90年代，美國資助了Spektr、Priroda和Mir對接模組。

## 任務列表
| 任務                       | 臂章   | 指揮官      | 駕駛員      | 科學駕駛員    | 發射日期                    | 着陸日期                   | 持續時間(日) |
| -------------------------- | ------ | ----------- | ----------- | ------------- | --------------------------- | -------------------------- | ------------ |
| Skylab 1 SL-1              |        | 未载人發射  | 未载人發射  | 未载人發射    | 1973年5月14日 17:30:00 UTC  | 1979年7月11日 16:37:00 UTC | 2248.96      |
| 天空實驗室2號 SL-2 (SLM-1) |        | 皮特·康拉德 | 保罗·维兹   | 约瑟夫·科文   | 1973年5月25日 13:00:00 UTC  | 1973年6月22日 13:49:48 UTC | 28.03        |
| 天空實驗室3號 SL-3 (SLM-2) |        | 艾伦·宾     | 杰克·洛斯马 | 欧文·加里欧特 | 1973年7月28日 11:10:50 UTC  | 1973年9月25日 22:19:51 UTC | 59.46        |
| Skylab 4 SL-4 (SLM-3)      |        | 杰拉德·卡尔 | 威廉·波格   | 爱德华·吉布森 | 1973年11月16日 14:01:23 UTC | 1974年2月8日 15:16:53 UTC  | 84.04        |
| Skylab 5                   | 不適用 | 文斯·布蘭德 | 唐·林德     | 威廉·勒諾     | 原訂1974年4月，已取消       | 不適用                     | 20（已取消） |
| Skylab Rescue              | 不適用 | 文斯·布蘭德 | 唐·林德     | 不適用        | （待命）                    | 不適用                     |              |

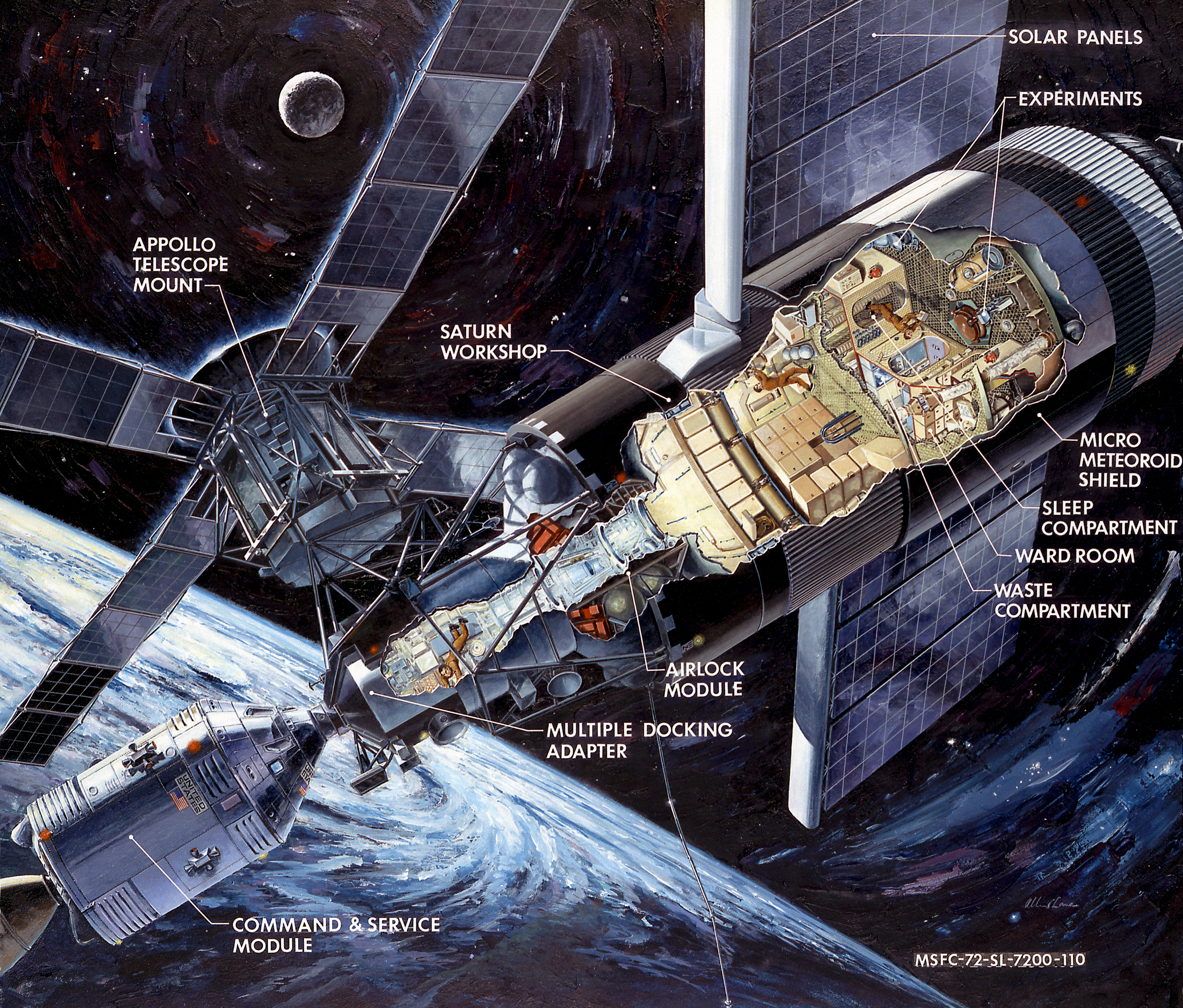
天空实验室內部
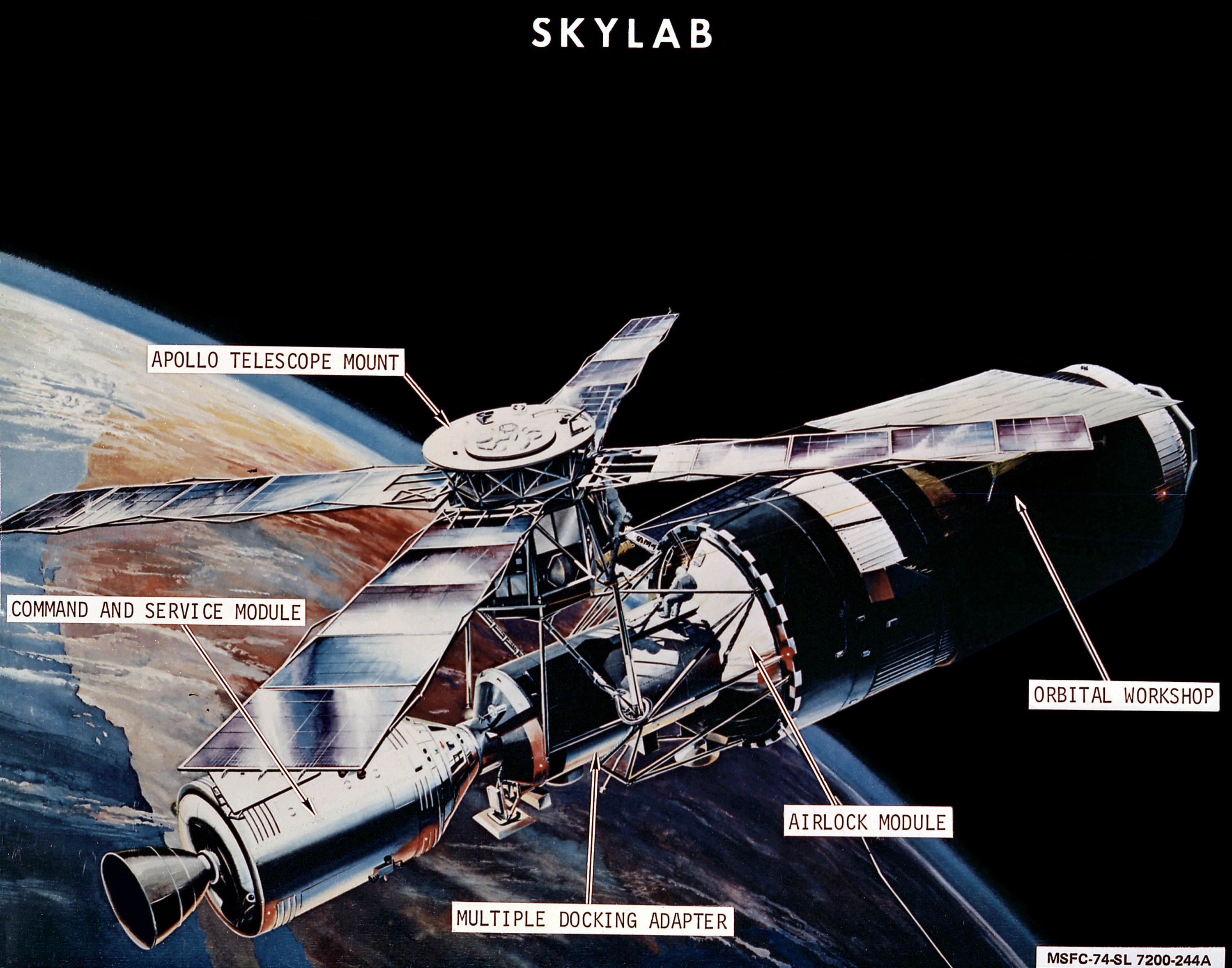
天空实验室外部
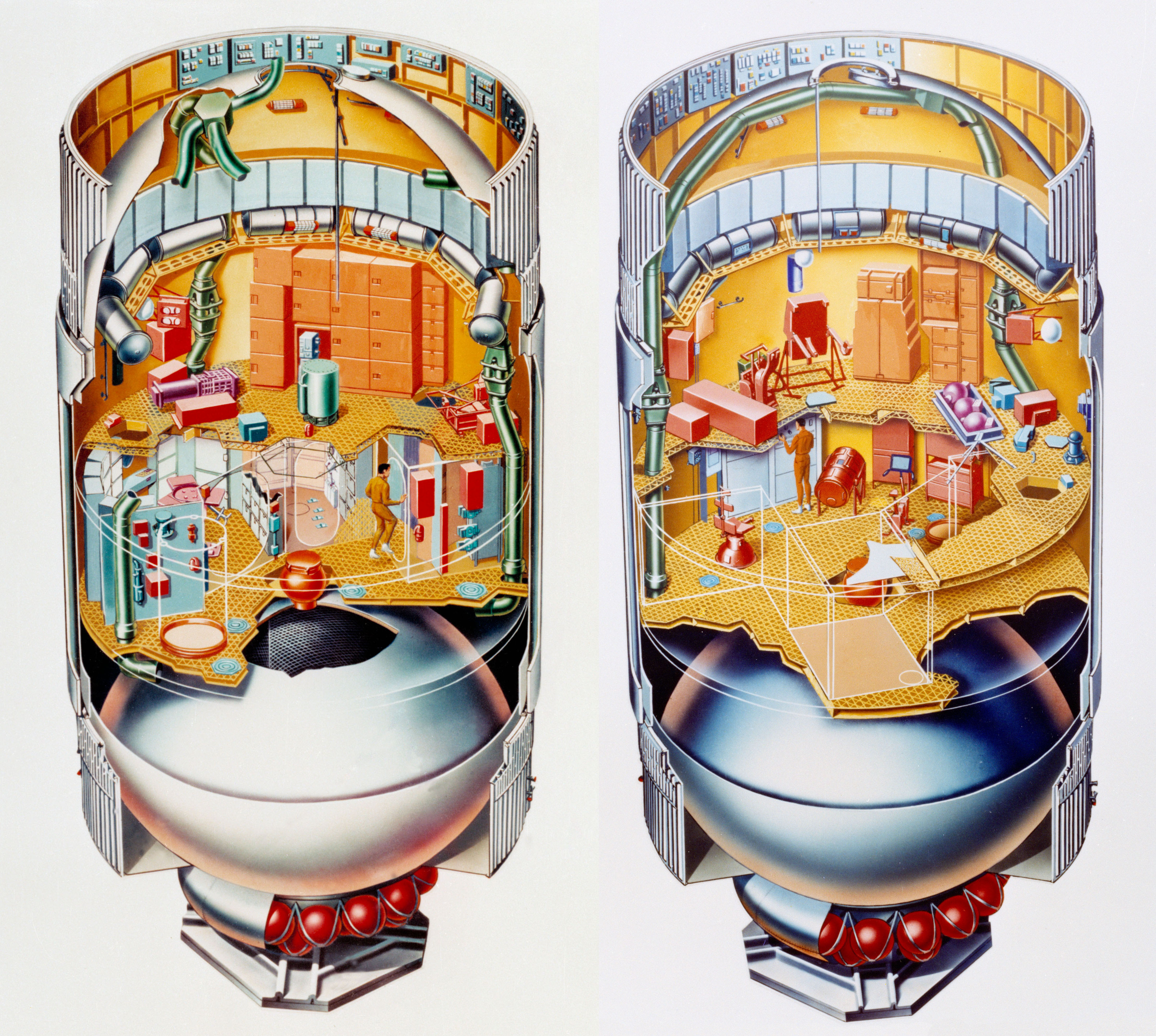
主艙段S-IVB是一截農神五號火箭
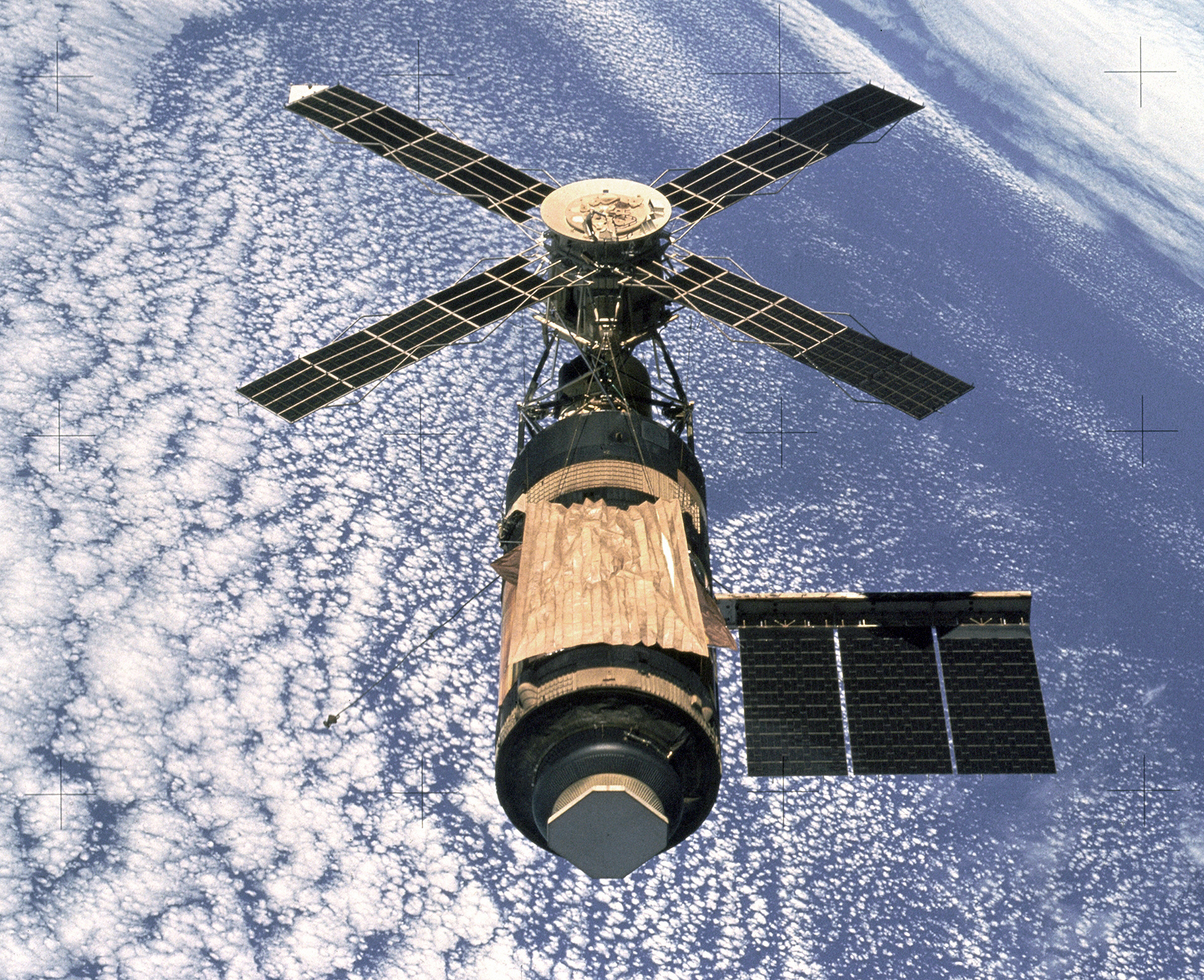
1973年於軌道
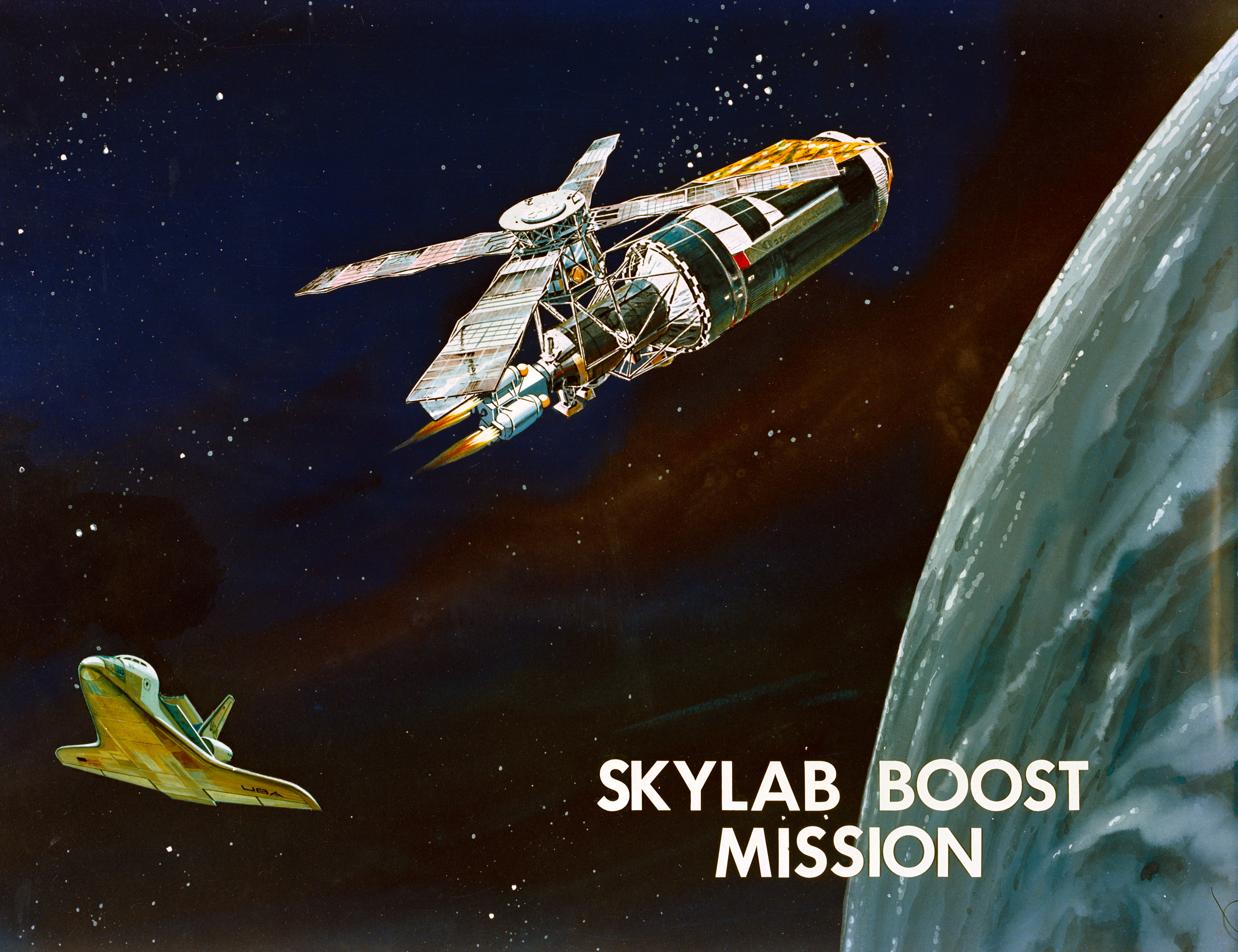
太空梭對接概念圖
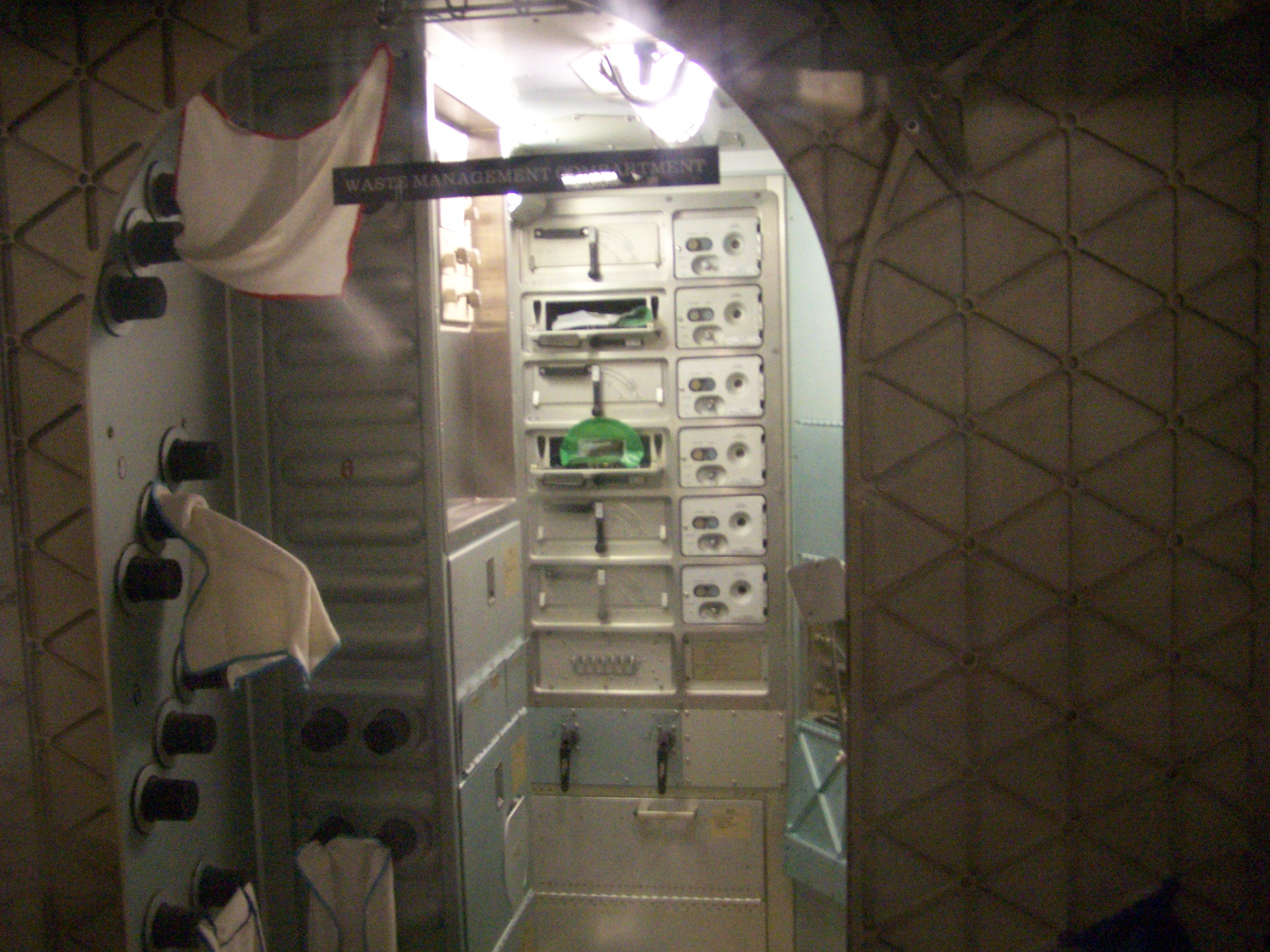
內部照

## 影视呈现
在描述平行历史的Apple TV+原创剧集《为全人类》第二季第一集中描述了该空间站的运行，它幸存到1980年代并与平行时间线中的航天飞机计划共存。